# Sakura
Sakura — российский рок-коллектив, образованный в 2001 году в Москве. С 2013 года группа не вела активной деятельности, кроме прощальных концертов в 2017 году. 
В декабре 2019 года состоялся концерт в московском клубе 16 тонн, и были анонсированы концерты в Москве и Петербурге.

## История

Sakura на выступлении «Парный Прогон»

Первый концерт состоялся в октябре 2002 года, вскоре после этого группа записала демо из пяти композиций.
Sakura выпустили первый альбом Greatest Hits (Lo-Fi & DIY) в 2006 году, далее сингл «Письмо-исповедь ответа не требует» в 2007. Последний альбом «Настоящий Волшебный» вышел в марте 2009 года. В звукорежиссёры был выбран Андрей Алякринский, а местом записи — питерская студия «Добролет». Презентация состоялась 21 марта в клубе 16 тонн. Также в апреле 2011 группа представила концертную программу, в которой были исполнены старые песни в электронной обработке.

## Участники
- Алексей Карпов (karp) — вокал
- Данила Силин (nedone) — гитара, примочки
- Алексей Ловягин (lova) — гитара
- Андрей Соломатин (biva) — барабаны (ex-участник)
- Сергей Плотников (plot) — бас-гитара
- Сергей Говорун (serj) — барабаны
- Данила Лилеев (shokolatier) — барабаны (LIVE)

Часто с группой выступает DJ — Павел Анчутин Dj Pavlik Enemy (летучий)

## Дискография

### Демо
- Демозапись, 2003

### Альбомы
- Greatest Hits (Lo-Fi & DIY), 2006
- Настоящий Волшебный, 2009

### Синглы
- «Письмо-исповедь ответа не требует», 2007

## Награды
- RAMP 2007 за лучший Underground Act года.
- Золотая горгулья 2007 «Лучшее совместное выступление» с группой Pompeya
- Золотая горгулья 2008 «Независимый Проект»

## Видео
У группы на данный момент имеются 5 клипов на песни:
- «Миру Мир»
- «Гравитация»
- «Письмо-исповедь ответа не требует»
- «Пойойой»
- "12"